# يانوش ليفاندوفسكي
يانوش ليفاندوفسكي (بالبولندية: Janusz Antoni Lewandowski )‏ (و. 1951  م) هو اقتصادي، وسياسي، ومنافس ألعاب قوى بولندي، ولد في لوبلين.

## مناصب
تولى منصب عضو في البرلمان الأوروبي (منذ 1 يوليو 2014)
- المفوض الأوروبي للميزانية والإدارة (9 فبراير 2010–1 يوليو 2014)
- عضو في البرلمان الأوروبي (14 يوليو 2009–9 فبراير 2010)[1]
- عضو في البرلمان الأوروبي (20 يوليو 2004–13 يوليو 2009)[1]
- عضو في البرلمان الأوروبي (1 مايو 2004–19 يوليو 2004)[1]
- عضو سيم  [لغات أخرى]‏.

## التعليم
تعلم في جامعة غدانسك.

## روابط خارجية
- يانوش ليفاندوفسكي على موقع مونزينجر (الألمانية)